# Hilton Bakou
L'Hilton Bakou est un gratte-ciel de 105,5 mètres de hauteur sur 25 étages, construit à Bakou dans la capitale de l'Azerbaidjan de 2008 à 2011.
Le bâiment abrite un hôtel de la chaine Hilton.
L'architecte de l'immeuble est la société KM Architecture Engineering & Consulting Co. Ltd.
La conception et la construction de l'immeuble ont coûté 65 millions de $.